# Auguste Mollard
Pour les articles homonymes, voir Mollard.
Auguste Mollard, né à Grenoble le 10 janvier 1836, mort à Saint-Péreuse (Nièvre), le 21 septembre 1916, est un orfèvre et peintre sur émail français du XIXe siècle, créateur du procédé de fabrication d'émaux dits translucides. Il appartient à une dynastie d'orfèvres et horlogers grenoblois.

## Biographie
Auguste Mollard, dont le Dictionnaire Bénézit précise qu’il exposa au Salon en 1865 et 1874, était installé 6, Place de la Bourse, à Paris.
Il est le fils de Pierre-Joseph Mollard (1805-1875), orfèvre à Grenoble et le petit-fils de Joseph Mollard (né en 1765) lui-même issu d’une longue lignée d’orfèvres et de maîtres horlogers qui semble débuter avec Jacques Mollard, actif à Grenoble entre 1693 et 1717.
« Auguste Mollard, bijoutier distingué, doublé d’un chercheur, ayant lu dans les mémoires de Cellini les explications que le célèbre orfèvre donna à François Ier au sujet d’une coupe décorée d’émaux à jour, dénommés depuis « émaux translucides », résolut à son tour d’en créer […]. Mollard fit le dépôt légal du résultat de ses recherches, dont il négligea de tirer parti. Plus tard, Briet et Riffault s’occupèrent de cette question ; ce fut ce dernier qui finalement céda le brevet à Boucheron. »
Ce que confirment F. Apolloni et M. Tazzoli : « Le bijoutier Mollard aurait réussi aussi à faire des émaux à jour vers 1855  », ainsi que Françoise Cailles et Jean-Norbert Salit.
Il fut le maître de Paul Grandhomme auquel il enseigna l’art de l’émaillerie, et qui devient avec Alfred Meyer « le principal fournisseur des bijoutiers-orfèvres parisiens. »
On lui doit la poignée d’une épée d’honneur offerte à l’amiral Lynch[Qui ?] (1915).

## Famille
Auguste Mollard était le frère de Joseph (Gabriel-Hippolyte) Mollard (1833-1888), introducteur des ambassadeurs auprès du Président de la République, directeur du protocole au Ministère des affaires étrangères de 1874 à 1888 ; son fils Armand Mollard (1862-1930), ministre plénipotentiaire, ancien ambassadeur de France au Luxembourg, chef du protocole au Ministère des Affaires étrangères (1902-1913) avait été spécialement chargé de la réception officielle de la flotte russe à Toulon (13-20 octobre 1893]. Peintre, graveur et dessinateur, [élève de Blanc-Fontaine], Joseph Mollard est l’auteur d’un recueil d’eaux-fortes sur le Dauphiné, paru en 1861 chez Cadart à Paris. On lui doit aussi L’Album comique des Affaires étrangères, collection de caricatures au fusain publiée en 1869, où il groupa les portraits pittoresques d’une centaine de ses collègues. Joseph Mollard réalisa aussi une caricature de Berlioz en 1855. Son buste (terre cuite) a été réalisé par Ernest Guilbert.
Auguste et Joseph Mollard avaient pour sœur Amélie (1859-1929), née à Grenoble, elle aussi peintre qui, d’après Bénézit, après avoir suivi les cours de Madame Camille Isbert (1825-1911), spécialiste des portraits miniatures, débuta au Salon avec des Portraits, en 1879.
Auguste, Joseph et Amélie Mollard étaient cousins des peintres Jules Flandrin (1871-1947) et Henri Blanc-Fontaine (1819-1897) dont les grands-parents Fontaine, de Grenoble, avaient été liés à Senancour (dont Blanc-Fontaine réalisa le portrait en 1843) et à Rétif de La Bretonne.
De son mariage avec Constance Defosse (1849-1937), fille de Jean-François Defosse (1814-1871), huissier de justice à Moulins-Engilbert (Nièvre), naquit une fille, Jeanne Mollard (1873-1949), dont le buste fut aussi réalisé par le sculpteur Ernest Guilbert.